# Мисливець за прибульцями
«Мисливець за прибульцями» — американсько-болгарський науково-фантастичний трилер 2003 року режисера Рональда Краусса з Джеймсом Спейдером, Карлом Льюїсом і Леслі Стефансоном у головних ролях.

## Сюжет
1947 року в Нью-Мексико радіооператор отримує дивний сигнал, що надходить із Розвелла, Нью-Мексико. Він вирішує дослідити походження сигналу та вирушає слідкувати за ним, щоб його більше ніколи не побачити.
У наш час той самий сигнал приймається з Південного полюса, а потім ретранслюється з Фолклендських островів до Сполучених Штатів. На супутниковому знімку видно невідомий об'єкт, який сидить на антарктичному снігу. Розслідувати таємницю запрошують криптолога Джуліана Рома (Джеймс Спейдер), викладача Каліфорнійського університету в Берклі. Його відправляють на антарктичну дослідницьку базу, яка включає величезну оранжерею генетично модифікованих рослин, які вивчають вчені. Вони знаходять те, що здається інопланетним транспортним засобом, замороженим у величезній брили льоду. Невідомий об'єкт має форму мушлі або стручка і випромінює таємничий зашифрований сигнал. Коли він звільняється від льоду, Джуліан виявляє, що на його поверхні є потужний статичний електричний заряд, який завдає болю будь-якому, хто доторкнеться до нього.
Джуліан намагається розшифрувати сигнал (який незабаром виявляється: «Не відкривай!»), поки інша команда працює над відкриттям оболонки інопланетянина. Їм вдається відрізати кришку, що дозволяє в'язкій чужорідній рідині вилитися назовні. Прибулець також тікає, і в той же час вірус, що передається повітряно-крапельним шляхом, вбиває чотирьох членів наукової команди, розплавляючи їх зсередини. Вірус також вбиває всі рослини, змушуючи їх в'янути і ставати коричневими. Вірус має надзвичайно високу швидкість передачі та надзвичайну вірулентність. Він вбиває будь-кого протягом кількох хвилин після впливу.
Уряд знає про чужорідний вірус і глобальний ризик, який він становить. Перш ніж загроза пошириться, вони просять російський атомний підводний човен випустити по базі ядерну ракету. Коли підводний човен наближається до вогневої позиції, Джуліану вдається поспілкуватися з прибульцем, перш ніж його, на жаль, вбиває один з тих, хто вижив. Джуліан розуміє, що якщо хтось із вцілілих залишить базу живим, то смертельний інопланетний вірус спричинить пандемію, яка знищить усе живе на Землі. За кілька секунд до падіння ракети його та трьох інших людей — Шеллі, Кейт і доктора Гіраха — рятує з бази інопланетний космічний корабель (який націлився на той самий сигнал, який вивчав Джуліан).
Після цього уряд проводить кампанію приховування, стверджуючи, що на базі розплавився експериментальний ядерний реактор, знищивши всі об'єкти та вбивши всіх. Фільм закінчується тим, що космічний корабель прибульців, який все ще перевозить порятованих людей, залишає Сонячну систему.

## Акторський склад
- Джеймс Спейдер — Джуліан Рим
- Джанін Езер — доктор Кейт Бречер
- Джон Лінч — доктор Майкл Страуб
- Ніоклай Бінєв — доктор Алексі Герах
- Леслі Стефансон — Найла Олсон
- Еймі Грем у ролі Шеллі Кляйн
- Стюарт Чарно в ролі Абель
- Карл Льюїс в ролі Грішема
- Світла Василева — Дачія Петрова
- Ентоні Крівелло в ролі пілота
- Калоян Воденічаров — другий пілот
- Георгій Станчев — льотчик
- Руфус Дорсі в ролі навігатора
- Рой Дотріс — доктор Джон Бахман
- Вуді Шульц у ролі Сема
- Рон Краусс — перша людина
- Вільям Ледд Скіннер у ролі Другої людини
- Франклін А. Валленте в ролі третьої людини
- Христо Александров — четверта людина
- Росс В. Кларксон — Фолклендська людина № 1
- Віллі Бота в ролі жителя Фолкленду № 2
- Тайрон Пінкхем — Кітт Пік Людина № 1
- Атанас Сребрев — Кітт Пік Людина № 2
- Джоел Поліс — Коупленд
- Кейр Дуллеа — секретар Бєр
- Берт Еммет в ролі Гордона Ослера
- Маріанна Станічева — репортер
- Капітан Соколов — Добрін Досєв
- Атанас Атанасов — виконавчий директор Волков
- Христо Шопов — штурман Петренко
- Гаррі Анічкін — генерал армії
- Велімір Велев в ролі прибульця